# Хочешь, но молчишь
«Хочешь, но молчишь» — третий студийный альбом российского эстрадного коллектива «Кабаре-дуэт „Академия“», выпущенный в 1995 году на лейбле «Союз». Альбом основан на одноимённом мелодраматическом спектакле, который дуэт дал в конце 1994 года. В альбом вошли как новые, так и песни из прошлого релиза, включая хит «Тома». Одной из самых популярных композиций с альбома стала квазинемецкая песенка «За пиво́м», написанная Алексеем Вишней, а в снятом на неё клипе приняла участие комик-труппа «Маски». Песня «Догги» стала лауреатом фестиваля «Песня-95».

## Отзывы
Рецензент «Музыкальной правды» отметил, что в «Хочешь, но молчишь» «неожиданно проявились и чисто музыкантские прелести Саши и Лолы, значительно раздвинувшие их муздиапазон от попсы до баллады, поп-джаза».
Журнал «Афиша» включил альбом в свой список «30 лучших русских поп-альбомов», написав: «Пусть первый альбом коллектива и назывался „Маленький переворот“, никакой революции, даже в очень малых масштабах, они не совершали. Однако за народной любовью всё равно не заржавело: делай своё маленькое дело с юмором, напирай на контраст, искренне дурачься — и люди обязательно к тебе потянутся».

## Список композиций
| №                   | Название              | Текст песни                | Музыка                     | Длительность |
| ------------------- | --------------------- | -------------------------- | -------------------------- | ------------ |
| 1.                  | «Капитан»             | Сергей Мудров              | Василий Богатырёв          | 5:14         |
| 2.                  | «Белые цветы»         | Виталий Окороков           | Виталий Окороков           | 3:55         |
| 3.                  | «Баден-Баден»         | Александр Цекало           | Александр Цекало           | 3:47         |
| 4.                  | «Танцуй, прохожий»    | Александр Цекало           | Александр Цекало           | 4:12         |
| 5.                  | «Дикая штучка»        | Александр Цекало           | Александр Цекало           | 4:49         |
| 6.                  | «Я с другого корабля» | Александр Цекало           | Александр Цекало           | 4:17         |
| 7.                  | «Хочешь, но молчишь!» | Александр Цекало           | Александр Цекало           | 2:52         |
| 8.                  | «Колыбельная»         | Вадим Куприянов            | Александр Цекало           | 3:36         |
| 9.                  | «Догги»               | Лолита Милявская           | Александр Цекало           | 4:08         |
| 10.                 | «Родные»              | Ольга Клименкова           | Лора Квинт                 | 3:48         |
| 11.                 | «Misty»               | Джонни Бёрк                | Эрл Гарднер                | 4:54         |
| 12.                 | «Звезда»              | Геннадий Алексеев          | Александр Цекало           | 1:26         |
| 13.                 | «Ой-ой-ой»            | Александр Цекало           | Александр Цекало           | 3:56         |
| 14.                 | «За пивом»            | Андрей Столыпин            | Алексей Вишня              | 3:02         |
| 15.                 | «Тома»                | Александр Константиновский | Александр Константиновский | 4:04         |
| 16.                 | «Весна»               | Вадим Куприянов            | Александр Цекало           | 2:06         |
| Общая длительность: | Общая длительность:   | Общая длительность:        | Общая длительность:        | 60:06        |

## Участники записи
- Лолита Милявская — вокал
- Александр Цекало — вокал
- Василий Богатырёв — аранжировка (1)
- Вадим Голутвин — аранжировка (2, 5-8, 10, 14)
- Андрей Миансаров — аранжировка (2, 5-8, 14)
- Иван Евдокимов — аранжировка (3, 4, 11-13, 15), звукорежиссёр
- Елена Стафиева — бэк-вокал (5, 7, 14)
- Всеволод Саксонов — аранжировка (9)
- Сергей Минаев — бэк-вокал (5, 7, 14)
- Сергей Рылеев — звукорежиссёр
- Павел Воротников — звукорежиссёр (1, 9)
- Валерий Андреев — звукорежиссёр (2, 5-8, 10, 14, 16)
- «Вокал-Бэнд» — музыкальное сопровождение

Сведения взяты из аннотации к альбому.